# Concentración equivalente
En química, la concentración equivalente o normalidad (N) de una solución se define como la concentración molar c i dividida por un factor de equivalencia o n-factor feq:
normalidad = cifeq 

## Definición
La normalidad se define como el número de gramos o equivalentes molares de soluto presentes en un litro de solución. La unidad SI de normalidad es Eq/L.

### Fórmula de normalidad
Normalidad (N) = Masa de Soluto (en g)/(Peso Equivalente de Soluto × Volumen de la Solución (en litros))

## Uso
Hay tres tipos de reacciones químicas en las que la normalidad se utiliza como medida de los reactivos en solución:
- En reacciones ácido-base, la normalidad se usa para expresar la concentración de iones hidronio (H3O+) o iones hidróxido (OH−) en una solución. Aquí, 1feq es un valor entero. Cada soluto puede producir uno o más equivalentes de especies reactivas cuando se disuelve.
- En las reacciones redox, el factor de equivalencia describe el número de electrones que un agente oxidante o reductor puede aceptar o donar. Aquí, 1feq puede tener un valor fraccionario (no entero).
- En las reacciones de precipitación, el factor de equivalencia mide el número de iones que precipitarán en una reacción determinada. Aquí, 1feq es un valor entero.

La concentración normal de una solución iónica también está relacionada con la conductividad (electrolítica) mediante el uso de conductividad equivalente.

### Médico
Aunque ha perdido el favor de la industria médica, todavía se notifican las concentraciones séricas en unidades de "eq/L" (= 1 N) o "meq/L" (= 0,001 N).

## Ejemplos
La normalidad se puede utilizar para valoraciones ácido-base. Por ejemplo, el ácido sulfúrico (H2SO4) es un ácido diprótico. Por lo que se requiere 0.5 mol de H2SO4 para neutralizar 1 mol de OH−, el factor de equivalencia es:
feq (H2SO4) = 0.5
Si la concentración de una solución de ácido sulfúrico es c (H2SO4) = 1 mol/L, entonces su normalidad es 2 N. También se le puede llamar una solución "2 normal".
De manera similar, para una solución con c(H3PO4) = 1 mol/L, la normalidad es 3 N porque el ácido fosfórico contiene 3 átomos de H ácidos.

## Críticas al término "normalidad"
La normalidad es una medida ambigua de la concentración de un reactivo dado en solución. Necesita una definición del factor de equivalencia, que depende de la definición de la unidad de reacción (y, por lo tanto, equivalentes). La misma solución puede poseer diferentes normalidades para diferentes reacciones. La definición del factor de equivalencia varía según el tipo de reacción química que se discuta: puede referirse a ecuaciones, bases, especies redox, iones precipitantes o isótopos. Dado que una solución de reactivo con una concentración definida puede tener una normalidad diferente según la reacción que se considere, la IUPAC y el NIST desaconsejan el uso de los términos "normalidad" y "solución normal". 